# Gebhard Ludwig Himmler
Gebhard Ludwig Himmler (München, 29 juli 1898 - aldaar, 22 juni 1982) was een Duitse officier en werktuigbouwkundig ingenieur tijdens de Tweede Wereldoorlog. Hij was de oudste broer van de Reichsführer-SS Heinrich Himmler.

## Leven
Op 29 juli 1898 werd Gebhard Ludwig Himmler in München geboren. Hij was de zoon van de Oberstudiendirektor (directeur van een gymnasium) Joseph Gebhard Himmler (17 mei 1865 in Lindau (Bodensee) - 29 oktober 1936 in München) en zijn vrouw Anna Maria Heyder (16 januari 1866 in Bregenz - 10 september 1941 in München). Zijn broers waren Heinrich Himmler (7 oktober 1900 in München - 23 mei 1945 in Lüneburg) en Ernst Hermann Himmler (23 december 1905 in München - 2 mei 1945).
Vanaf 1904 tot 1906 zat Himmler op de katholieke domschool aan het Frauenplatz in München. Hierna bezocht hij van 1906 tot 1908 de Amalienschule, en van 1909 tot 1916 de Wilhelm gymnasium in München. In juli 1915 trad Himmler toe tot de Landstorm, hiermee behoorde hij nu tot de militaire reserve. In 1916 werd zijn dienstplicht voor het Beiers leger uitgesteld, omdat hij bezig was met zijn Abitur. In maart 1917 slaagde hij voor zijn vroege mondelinge Abitur.

### Eerste Wereldoorlog
In 1917 volgde Himmler een opleiding tot officier, en werd op 1 mei 1917 als Fahnenjunker geplaatst bij het Königlich Bayerisches 16. Infanterie-Regiment „Großherzog Ferdinand von Toskana“, wat gestationeerd was in Passau. In de zomer van 1917 voltooide hij een militaire gevechtsoefening in Grafenwöhr, en een Fahnenjunker-leergang en vervolgens nog een cursus over machinegeweren in Lagerlechfeld. Op 9 april 1918 werd hij aan het Westfront in de regio Lotharingen geplaatst en hij was aansluitend betrokken bij de gevechten tijdens de Slag bij Château-Thierry 65 km voor Parijs. Himmler functioneerde als ordonnans tussen de bataljons- en regimentsleiding. Op 25 september 1918 werd hij bevorderd tot Fähnrich.

### Interbellum
Op 15 februari 1919 nam hij ontslag uit het leger. Als lid van de Einwohnerwehr vocht Himmler mee in het neerslaan van de Münchense Radenrepubliek. Hij en zijn broer Heinrich verlieten de Einwohnerwehr, en sloten zich aan bij de paramilitair 14. Zeitfreiwilligenkompanie van de Schützen Brigade 21 in de Schwarze Reichswehr onder bevel van de Oberst Franz von Epp. Begin 1923 sloot Himmler zich aan bij de Bund Reichskriegsflagge, die geleid werd door Ernst Röhm. Die namen aan de Bierkellerputsch deel.
In het najaar 1922 werd Himmler verliefd op Paula Stölz, later dat jaar verloofde het stel zich. Zij was de dochter van de bankier Max Stölzle. Andere bron vermeldt: november 1921, als datum verloving. De verloving was in maart 1924 verbroken.
Vanaf 15 januari 1919 tot juli 1923 doorliep hij een studie voor werktuigbouwkundig ingenieur aan de Technische Universiteit München. Van juli 1923 tot de invoering van de Rentenmark was hij in dienst van de Bayerische Hypotheken- und Wechsel-Bank voor papiergeld. Hierna werkte hij in een constructiebureau van de machinefabriek Fritz Neumeyer AG in München-Freimann. In januari 1925 was hij hulponderwijzer aan de gemeentelijke beroeps- en handelsschool voor fijnmechanica in Deroystraße. Vanaf april 1925 was hij daar werkzaam als leraar en doceerde hij technisch tekenen, natuurkunde en wetenschappelijk instrument. Himmler was lid van de AGV München (Akademische Gesangverein (AGV) München), daar leerde hij zijn latere zwager Richard Wendler kennen. Op 18 september 1926 trouwde hij met Mathilde Hilde Wendler. Het echtpaar kreeg drie kinderen: Irmgard (21 oktober 1927), Anneliese (16 oktober 1930) en Heide (13 maart 1940 in Gmund am Tegernsee).
Na 30 januari 1933 werd Himmler benoemd tot directeur van de vakschool in de Deroystraße. Op 1 november 1935 aanvaardde hij een baan als conrector op de hogere technische hogeschool Oskar von Miller. Een half jaar later werd hij benoemd tot rector.
In mei 1933 werd Himmler lid van de Nationaalsocialistische Duitse Arbeiderspartij, en de Verein für Deutsche Kulturbeziehungen im Ausland  (vrije vertaling: Vereniging voor Duitse Cultuurbetrekkingen in het Buitenland). Om de schijn van de opportunisten af te weren, werd hem op zijn verzoek het lage NSDAP-lidmaatschapsnummer van zijn vrouw Hilde toegewezen. Voor 30 januari 1933 was Gebhard de leider van de Beierse Vereniging van Beroepsscholen. In 1933 werd het omgezet in de Nationalsozialistischer Lehrerbund (NSLB)  (vrije vertaling: Nationaalsocialistische Duitse Lerarenbond). Gebhard Himmler werd benoemd tot plaatsvervanger en vervolgens tot Gaufachschaftsleiter van de Gau München-Oberbayern  (vrije vertaling: Gouw München-Opper-Beieren). Met zijn aanstelling als directeur van de vakschool in Deroystraße in München, wijdde Himmler zich intensief aan tal van erefuncties van het naziregime en werd hij grotendeels ontheven van de schooldienst. Hij werd opgeleid tot officier, en bleef werken bij de NSLB. Op 1 juni 1934 werd Himmler lid van de Schutzstaffel (SS). Na zijn aanstelling werd hij op 9 november 1935 bevorderd tot SS-Untersturmführer (tweede luitenant). Vanaf het begin van 1936 werkte hij voor de Hauptamt für Technik in der NSDAP  (vrije vertaling: Hoofdkantoor voor Techniek in de NSDAP) en de NS-Bund Deutscher Technik (NSBDT)  (vrije vertaling: Nationaalsocialistische Duitse Bond Techniek), die onder de leiding van Fritz Todt stonden. En tot 1938 werden bijna alle technisch-wetenschappelijke verenigingen, zoals de Verein Deutscher Ingenieure (VDI)  (vrije vertaling: Vereniging van Duitse Ingenieurs (VDI)), waren aangesloten. Op 9 november 1936 werd Himmler bevorderd tot SS-Obersturmführer (eerste luitenant).
De VDI definieerde de richtlijnen voor het toekennen van de titel van ingenieur. Himmler had een vormende invloed op deze collectieve belangenbehartiging, en oefende de politieke macht op een discriminerende en partijdige manier uit.
In 1938 werd Himmler vaker opgeroepen om deel te nemen aan militaire oefeningen. Hij nam in maart 1938 deel aan de Anschluss in Oostenrijk. In de zomer van 1938 draaide Himmler verschillende militaire oefeningen als groeps- en compagniecommandant.
Op 1 augustus 1939 werd Himmler opgeroepen voor het 19. Bayerischen Infanteriebataillon  (vrije vertaling: 19e Beierse Infanteriebataljon), en werd met zijn compagnie gelegerd in Tsjechië aan de Poolse grens.

### Tweede Wereldoorlog
Na het begin van de Tweede Wereldoorlog nam hij vanaf 1 september 1939 deel aan de aanval op Polen. Het 19e Infanterieregiment behoorde tot het 14. Armee (14e Leger). Aan het einde van de gevechten op 16 en 17 september 1939 bevond het regiment zich ten westen van Lemberg, en werd begin oktober 1939 naar de Niederrhein verplaatst.
Op 18 oktober 1937 ondertekenden Fritz Todt en Abdul Majid Zabuli een Duits-Afghaanse overeenkomst over de bouw en het vervoer over land. Himmler genoot de bescherming van Fritz Todt, wat bijdroeg aan zijn overplaatsing naar de Abteilung E IV  (afdeling E IV) van het Reichsministerium für Wissenschaft, Erziehung und Volksbildung  (vrije vertaling: Rijksministerie van Wetenschap, Onderwijs en Cultuur) in Berlijn in december 1939. Op 1 augustus 1940 werd Himmler benoemd tot Ministerialrat. Hierop volgde werd hij op 9 november 1940 bevorderd tot SS-Obersturmbannführer (luitenant-kolonel).
Vanaf juli 1939 woonde de familie Gebhard en Hilde Himmler aan de Hähnelstraße in Berlin-Friedenau.
In 1944 ging de Ministerialdirigent Wilhelm Heering in het Rijksministerie van Wetenschap, Onderwijs en Cultuure met pensioen, en Himmler volgde hem op. Vanaf augustus 1943 woonde Gebhard Ludwig Himmler bij zijn broer Ernst Hermann Himmler in  Ruhleben in Berlijn. Tot 1946 woonde Gebhard Ludwig Himmler zijn familie en Margarete Himmler samen in het huis Lindenfycht in Gmund am Tegernsee. Zij hield toezicht op de renovatiewerkzaamheden die door gevangenen van het subkamp van het concentratiekamp Dachau aan de privévilla's werden uitgevoerd.

## Na de oorlog
Himmler raakte bij Kappeln aan de Schlei in Brits krijgsgevangenschap. Hij werd begin 1946 geïnterneerd in de Lederfabriek Emil Köster in Gadeland. Daarna werd hij overgebracht naar Fallingbostel op de Lüneburger Heide. In 1948 werd hij overgebracht naar een interneringskamp aan de Ungererstraße in München.
Na zijn vrijlating in 1948, ging Himmler werken in de condensatorfabriek aan de Hoffmannstraße in München. Karl Hudezeck (1934-1945 de directeur van het Wittelsbacher gymnasium in München) gaf hem een Persilschein  (certificaat van denazificatie) voor de tijd in het nationaalsocialisme. In een denazificatierechtbank werd het in categorie II als belastet ingedeeld.
In het Afghaanse cultuurinstituut in München heeft de Ministerialdirigent (a.D.) en ingenieur Gebhard Himmler als studieadviseur gewerkt waar hij stageplaatsen voor Afghaanse studenten regelde. Hij werd uitgesloten van overheidsdienst, en zijn pensioenrechten werden hem ontzegd. Himmler ging in beroep, en kreeg in 1959 zijn pensioen terug.
Over het verdere verloop van zijn leven is niets bekend. Op 22 juni 1982 overleed hij in München.

## Carrière
Himmler bekleedde verschillende rangen in zowel de Allgemeine-SS als Waffen-SS. De volgende tabel laat zien dat de bevorderingen niet synchroon liepen.
| Datum                           | Beiers leger | Reichswehr         | Allgemeine-SS          | Waffen-SS                                 | NSDAP                              | REM                        |
| ------------------------------- | ------------ | ------------------ | ---------------------- | ----------------------------------------- | ---------------------------------- | -------------------------- |
| 19 mei 1917                     | Fahnenjunker | —                  | —                      | —                                         | —                                  | —                          |
| 25 september 1918               | Fähnrich     | —                  | —                      | —                                         | —                                  | —                          |
| 12 februari 1921                | —            | Charakter Leutnant | —                      | —                                         | —                                  | —                          |
| 9 november 1935                 | —            | —                  | SS-Untersturmführer    | —                                         | —                                  | —                          |
| 9 november 1936                 | —            | —                  | SS-Obersturmführer     | —                                         | —                                  | —                          |
| 20 april 1938                   | —            | —                  | SS-Hauptsturmführer    | —                                         | —                                  | —                          |
| 17 november 1938                | —            | —                  | —                      | —                                         | Reichshauptstellenleiter der NSDAP | —                          |
| 30 januari 1939                 | —            | —                  | SS-Sturmbannführer     | —                                         | —                                  | —                          |
| 1 augustus 1940                 | —            | —                  | —                      | —                                         | —                                  | Ministerialrat             |
| 9 november 1940                 | —            | —                  | SS-Obersturmbannführer | —                                         | —                                  | —                          |
| 1 maart 1942                    | —            | —                  | —                      | SS-Sturmbannführer der Reserve (W-SS)     | —                                  | —                          |
| 2 oktober 1942                  | —            | —                  | —                      | SS-Obersturmbannführer der Reserve (W-SS) | —                                  | —                          |
| 9 november 1943                 | —            | —                  | —                      | —                                         | Reichsamtleiter der NSDAP          | —                          |
| 9 november 1943                 | —            | —                  | —                      | —                                         | Bereichsleiter der NSDAP           | —                          |
| 30 januari 1944:                | —            | —                  | SS-Standartenführer    | —                                         | —                                  | —                          |
| 30 januari 1944 - 30 maart 1944 | —            | —                  | —                      | SS-Standartenführer der Reserve (W-SS)    | —                                  | —                          |
| 1948                            | —            | —                  | —                      | —                                         | —                                  | Ministerialdirigent (a.D.) |

## Lidmaatschapsnummers
- NSDAP-nr.: 1 117 822[3][19] (lid geworden 1 mei 1933[3])
- SS-nr.: 214079[3][19] (lid geworden 1 juni 1934[3])

## Onderscheidingen
- IJzeren Kruis 1914, 1e Klasse[3][19][21] en 2e Klasse[3][22]
- Erekruis voor Frontstrijders in de Wereldoorlog[3][19]
- Kruis voor Oorlogsverdienste, 2e Klasse[3][19]
- Herhalingsgesp bij IJzeren Kruis 1939, 2e Klasse[3][19]
- Dienstonderscheiding van de NSDAP in brons[3]
- SS-Ehrenring[19]
- Ehrendegen des Reichsführers-SS[19]